# Ricardo Nunes
Ricardo Nuno dos Santos Nunes, meglio noto come Ricardo Nunes (Johannesburg, 18 giugno 1986), è un ex calciatore sudafricano con cittadinanza portoghese, di ruolo difensore.

## Palmarès

### Club

#### Competizioni nazionali
- Campionato slovacco: 1

Žilina: 2011-2012
- Coppa di Slovacchia: 1

Žilina: 2011-2012